# Horst Floth
Horst Floth, född 24 juli 1934, död 5 oktober 2005, var en västtysk bobåkare.
Floth blev olympisk silvermedaljör i tvåmansbob vid vinterspelen 1972 i Sapporo.